# Joe Fagan
Joseph Francis "Joe" Fagan (Liverpool, 12 maart 1921 – aldaar, 30 juni 2001) was een Engels profvoetballer en voetbaltrainer die als verdediger speelde. Hij behaalde grootse successen als trainer van Liverpool in 1984. Fagan was bij Liverpool de opvolger van succestrainer Bob Paisley. 

## Biografie
Fagan diende het Brits leger tijdens de Tweede Wereldoorlog. Van 1938 tot 1951 was Fagan als speler actief voor Manchester City. In 1955 stopte hij met voetballen op amateurniveau, waarna hij onder meer assistent-trainer van Rochdale en later jeugdtrainer van Liverpool werd. Hij was verantwoordelijk voor de doorstroming van talenten als centrumspits Roger Hunt (de clubtopschutter van Liverpool totdat Ian Rush dat record verbrak) en middenvelder Ian Callaghan naar het eerste elftal. 
Fagan bekleedde meerdere trainersfuncties bij Liverpool tussen 1958 en 1985. Van 1983 tot 1985 was hij voor het laatst hoofdtrainer. Hij was dat reeds geweest van 1971 tot 1974, in navolging van Bill Shankly.
Na een succesvolle samenwerking als assistent van eerst Bill Shankly en vervolgens de legendarische Bob Paisley, werd Fagan in 1983 de opvolger van Paisley.
In 1984 won Fagan als trainer van Liverpool drie prijzen: het Engels landskampioenschap, de EFL Cup en de grootste triomf, de Europacup I. Liverpool versloeg AS Roma na een beklijvende strafschoppenreeks (5–4). Een jaar later, het tweede en laatste seizoen uit zijn laatste periode, verloor Liverpool de finale van Juventus nadat het Heizeldrama zich eerder op de dag voltrok. Toch ging de finale door zoals gepland. Michel Platini scoorde het enige doelpunt uit een strafschop. 
Joe Fagan overleed op 80-jarige leeftijd aan de gevolgen van kanker.

## Erelijst als trainer
Liverpool
- Football League First Division: 1983/84
- Football League Cup: 1983/84
- Europacup I: 1983/84

Individueel
- LMA Manager of the Year: 1983/84